# Jagdstaffel 35
A Jagdstaffel 35, conhecida também por Jasta 35, foi um esquadra de aeronaves da Luftstreitkräfte, o braço aéreo das forças armadas alemãs durante a Primeira Guerra Mundial. No total, a esquadra abateu 42 aeronaves inimigas.

## Aeronaves
- Albatros D.III
- Albatros D.V
- Fokker D.VII
- Pfalz D.XII
- Roland D.V